# Merika Enne
Merika Enne (ur. 24 czerwca 1992 w Tampere) – fińska snowboardzistka specjalizująca się w slopestyle'u i big air, wicemistrzyni świata.

## Kariera
Po raz pierwszy na arenie międzynarodowej pojawiła się w 2008 roku, startując na mistrzostwach świata juniorów w Valmalenco, gdzie była ósma w big air. Jeszcze dwukrotnie startowała na imprezach tego cyklu, najlepszy wynik osiągając podczas rozgrywanych trzy lata później mistrzostw świata juniorów w tej samej miejscowości, gdzie wywalczyła srebrny medal w slopestyle'u. W zawodach Pucharu Świata zadebiutowała 17 grudnia 2011 roku w Ruka, zajmując piąte miejsce w halfpipe'ie. Tym samym już w swoim debiucie wywalczyła pierwsze pucharowe punkty. Nigdy nie stanęła na podium zawodów PŚ, jej najlepszym wynikiem pozostał rezultat z debiutu. Najlepsze wyniki w osiągnęła w sezonie 2011/2012, kiedy to zajęła 25. miejsce w klasyfikacji generalnej AFU i 20. miejsce w klasyfikacji halfpipe’a.
Największy sukces w karierze osiągnęła w 2015 roku, kiedy podczas mistrzostw świata w Kreischbergu wywalczyła srebrny medal w big air. W zawodach tych rozdzieliła na podium dwie Szwajcarki: Elenę Könz i Sinę Candrian. Była też między innymi czwarta w slopestyle'u na mistrzostwach świata w La Molina w 2011 roku i mistrzostwach świata w Stoneham dwa lata później, przegrywając walkę o medal kolejno z Shelly Gotlieb z Nowej Zelandii i Torą Bright z Australii. W międzyczasie wystartowała na igrzyskach olimpijskich w Soczi, gdzie rywalizację w slopestyle'u zakończyła na 23. pozycji.
W 2016 roku zakończyła karierę.

## Osiągnięcia

### Igrzyska olimpijskie
| Miejsce | Dzień    | Rok  | Miejscowość | Konkurencja | Zwycięzca      |
| ------- | -------- | ---- | ----------- | ----------- | -------------- |
| 23.     | 9 lutego | 2014 | Soczi       | Slopestyle  | Jamie Anderson |

### Mistrzostwa świata
| Miejsce | Dzień       | Rok  | Miejscowość | Konkurencja | Zwycięzca       |
| ------- | ----------- | ---- | ----------- | ----------- | --------------- |
| 29.     | 20 stycznia | 2011 | La Molina   | Halfpipe    | Holly Crawford  |
| 4.      | 21 stycznia | 2011 | La Molina   | Slopestyle  | Enni Rukajärvi  |
| 4.      | 18 stycznia | 2013 | Stoneham    | Slopestyle  | Spencer O’Brien |
| DNS     | 21 stycznia | 2015 | Kreischberg | Slopestyle  | Miyabi Onitsuka |
| 2.      | 24 stycznia | 2015 | Kreischberg | Big air     | Elena Könz      |

### Puchar Świata

#### Miejsca w klasyfikacji generalnej
- sezon 2011/2012: 25.
- sezon 2012/2013: 55.
- sezon 2013/2014: 46.
- sezon 2015/2016: 86.

#### Miejsca na podium
Enne nigdy nie stanęła na podium zawodów PŚ.